# Fronteira (freguesia)

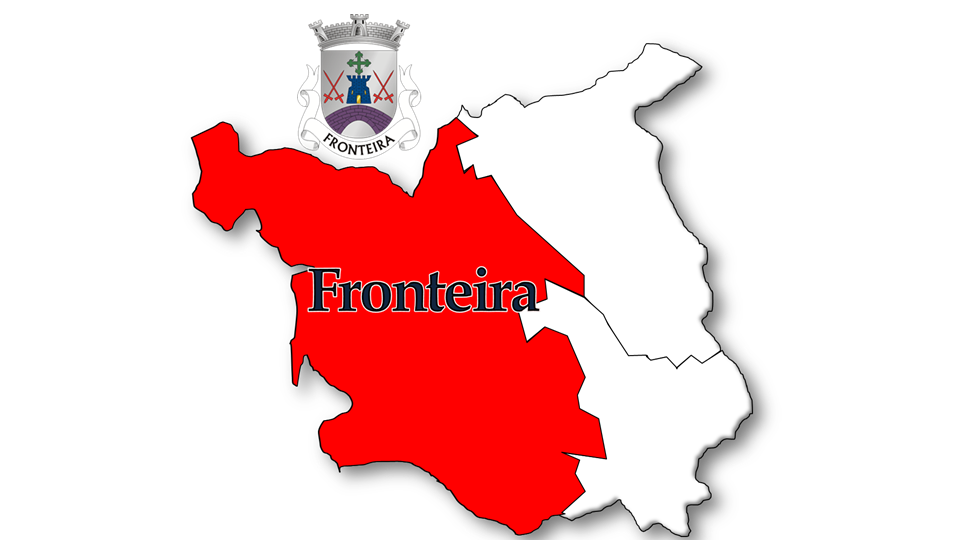
Localização da freguesia no município de Fronteira

A Freguesia de Fronteira, com sede na vila que lhe deu o nome, é uma freguesia portuguesa do Município de Fronteira com 141,39 km² de área e 1696 habitantes (censo de 2021), tendo, portanto, uma densidade populacional de 12 hab./km².
Com a extinção do concelho de Fronteira em 1867, logo restaurado em 1868, pertenceu ao concelho (atual município) de Alter do Chão.

## Demografia
A população registada nos censos foi:
| Distribuição da População por Grupos Etários | Distribuição da População por Grupos Etários | Distribuição da População por Grupos Etários | Distribuição da População por Grupos Etários | Distribuição da População por Grupos Etários |
| -------------------------------------------- | -------------------------------------------- | -------------------------------------------- | -------------------------------------------- | -------------------------------------------- |
| Ano                                          | 0-14 Anos                                    | 15-24 Anos                                   | 25-64 Anos                                   | > 65 Anos                                    |
| 2001                                         | 308                                          | 276                                          | 1084                                         | 592                                          |
| 2011                                         | 251                                          | 216                                          | 1041                                         | 561                                          |
| 2021                                         | 172                                          | 144                                          | 842                                          | 538                                          |

## Património
- Capela do Espírito Santo (Fronteira)
- Capela de Nossa Senhora de Vila Velha
- Igreja de Nossa Senhora da Atalaia ou Igreja Matriz de Fronteira
- Pelourinho de Fronteira
- Igreja do Senhor do Mártires ou Igreja dos Mártires